# Fraseologia
La fraseologia rappresenta il complesso di modi di dire, frasi fatte, espressioni idiomatiche, metafore e locuzioni di una determinata lingua o rientranti in un ambito disciplinare. Alcuni autori vi includono anche i proverbi.
Nei dizionari, la fraseologia è una parte del lemma ed elenca le forme suddette. Nei più moderni è accompagnata dalle collocazioni.
La linguistica russa ha insistito su una fraseologia come disciplina della linguistica a metà tra lessicologia e sintassi. La fraseologia come branca è diffusa nei paesi slavi.
Il termine "fraseologia" ha un uso anche in aviazione, dove è la raccolta delle parole e delle frasi utilizzate nelle trasmissioni radiotelefoniche aeronautiche (vedi Fraseologia (aviazione)).